# Metropolia Anchorage-Juneau
Metropolia Anchorage-Juneau – metropolia Kościoła rzymskokatolickiego obejmująca całe terytorium stanu Alaska w Stanach Zjednoczonych. 19 maja 2020 decyzją papieża Franciszka została przemianowana na Metropolię Anchorage-Juneau.
Katedrą metropolitarną jest Katedra Najświętszej Maryi Panny z Guadalupe w Anchorage.

## Podział administracyjny
Metropolia jest częścią regionu XII (AK, ID, MT, OR, WA)
- Archidiecezja Anchorage-Juneau
- Diecezja Fairbanks

## Metropolici
- John Joseph Thomas Ryan (7 lutego 1966 – 4 listopada 1975)
- Francis Hurley (4 maja 1976 – 3 marca 2001)
- Roger Schwietz OMI (3 marca 2001 – 4 października 2016)
- Paul Etienne (od 4 października 2016 – 19 kwietnia 2019)

Od 19 maja 2020: Metropolia Anchorage-Juneau
- Andrew Bellisario (od 19 maja 2020)